# 馬坂峠 (福井県)

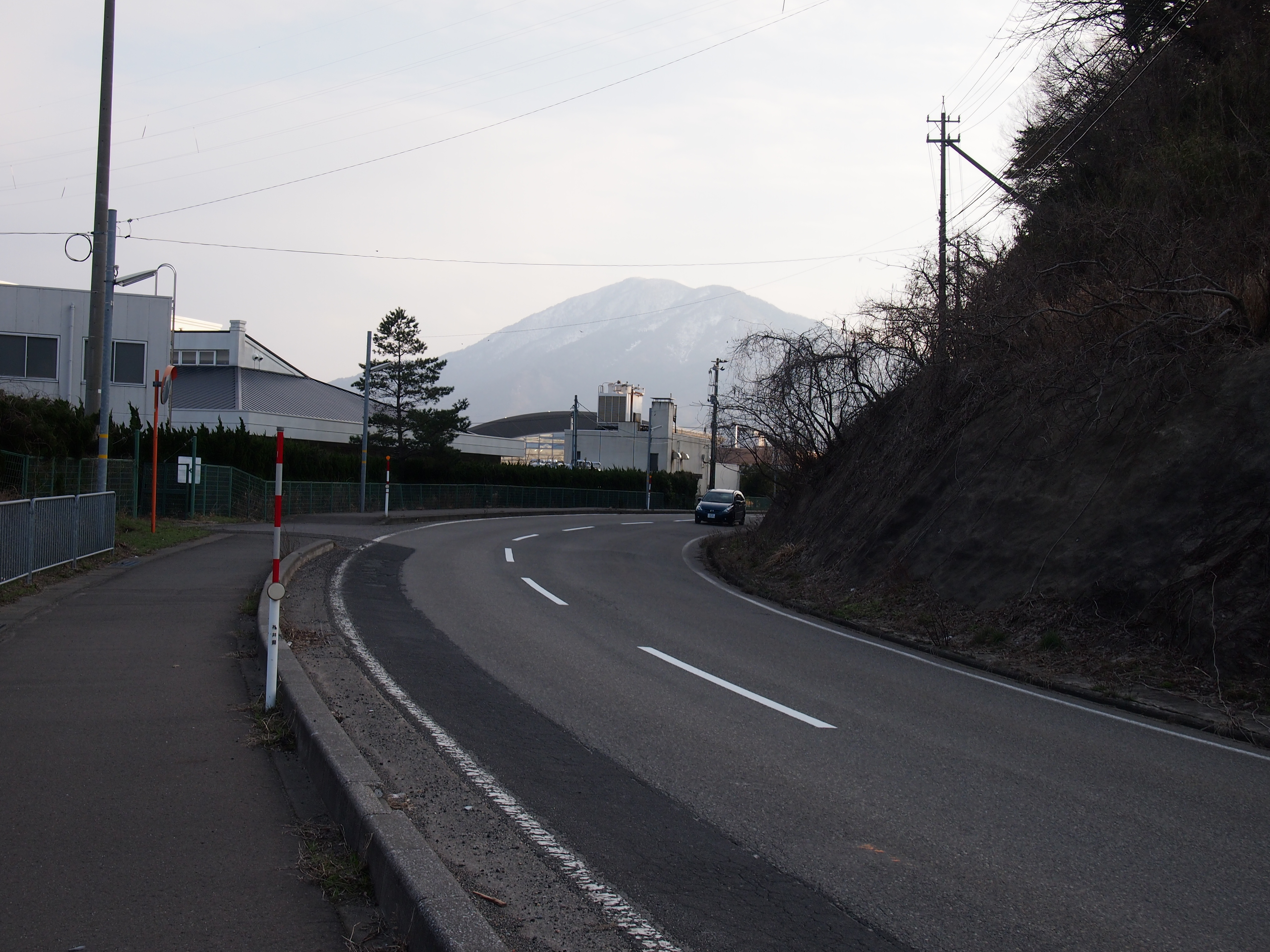
国土地理院の地形図上の峠付近

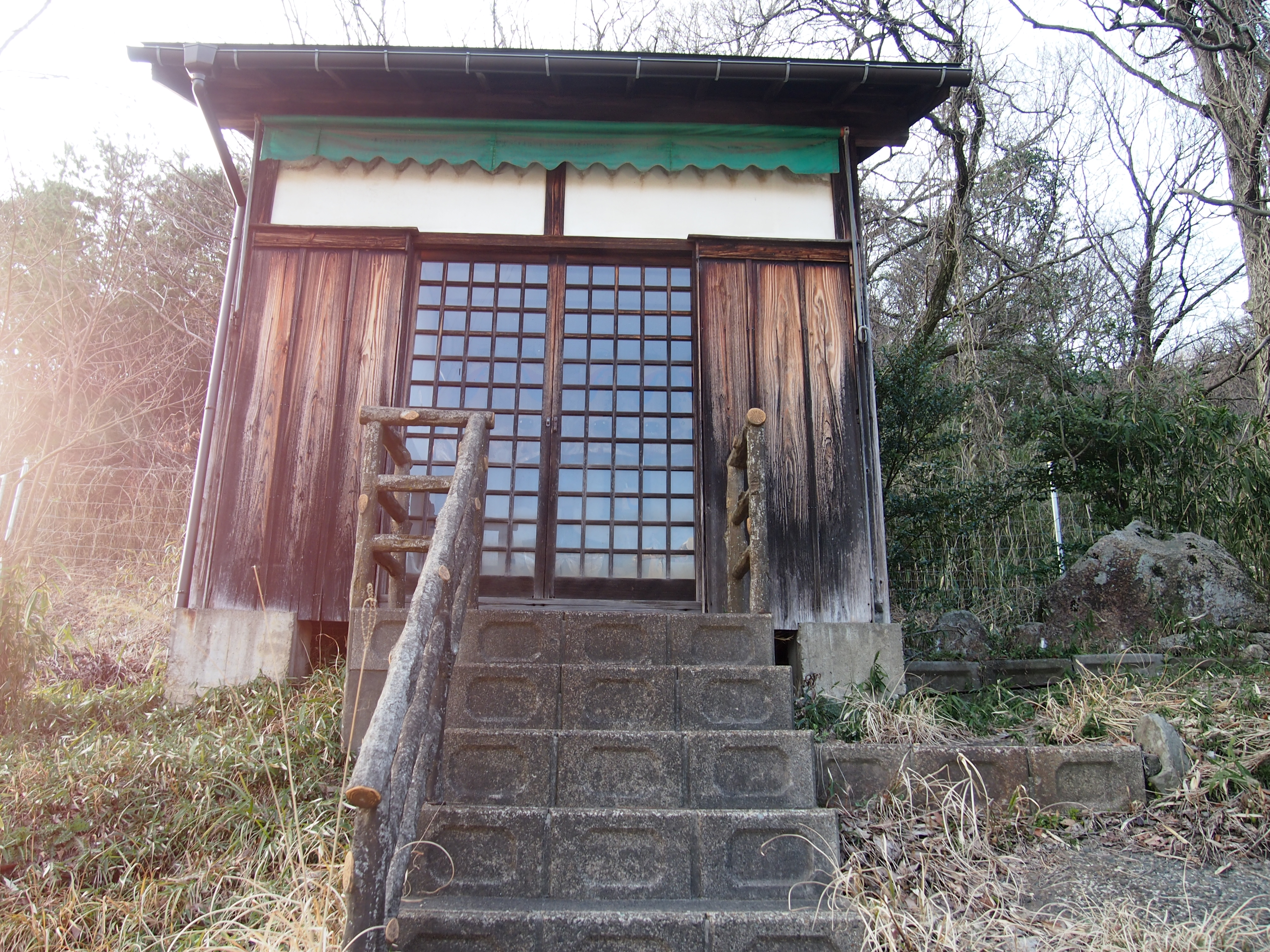
峠近くの地蔵堂

馬坂峠（うまさかとうげ）は、福井県敦賀市にある県道上の峠である。

## 概要
標高15mの福井県敦賀市沓見、最急勾配はおよそ100‰となっている。木崎、櫛川を隔てる峠であり、現在は福井県道143号上に位置している。国土地理院地図では櫛川側にずれた標高17mのピークを馬坂峠としている。現在では峠を隔てて住宅街と市街地が隔てられており、現在でも比較的分かりやすく文化圏を分ける峠である。

## 道路状況
車両での通行が可能な峠である。現在では峠部分が五叉路の交差点となっている。アスファルトで舗装された片側1車線の道路を有しており、木崎側には歩道も整備されている。附近にボウリング場や短期大学、高等学校、総合運動公園がある為、交通量は多く、峠上の交差点で渋滞が起こることもある。木崎側は急勾配だが、沓見、櫛川側の勾配はなだらかであり、サイクリングを楽しむ人の姿も見られる。

## 峠附近の施設
- 敦賀気比高等学校・付属中学校
- 敦賀短期大学
- 敦賀総合運動公園